# Lijst van spelers van LDU Quito
Deze lijst omvat voetballers die bij de Ecuadoraanse voetbalclub LDU Quito spelen of gespeeld hebben. De namen zijn alfabetisch gerangschikt.

## A
- Lucas Acosta
- Álex Aguinaga
- Jorge Alarcon
- Paul Alarcón
- Paul Ambrosi
- Juan Luis Anangonó
- Omar Andrade
- Norberto Araujo
- William Araujo
- Carlos Arboleda
- Wilson Armas
- Andrés Arrunátegui
- Diego Ayala
- Arlin Ayoví
- Jaime Ayoví
- Orlindo Ayovi

## B
- Cristian Balseca
- Hernán Barcos
- Luis Batioja
- Édison Bayas
- Hermen Benítez
- Julián Benítez
- Claudio Bieler
- Alex Bolaños
- Luis Bolaños
- Miller Bolaños
- Eduardo Bone
- Elvis Bone
- Félix Borja
- Jaime Borja
- Ronal Borja
- Gustavo Bou
- Freddy Bravo
- Miguel Bravo
- Robert Burbano

## C
- Geovanny Caicedo
- Diego Calderón
- Richard Calderón
- Walter Calderón
- Renán Calle
- Byron Camacho
- Jayro Campos
- Moises Candelario
- Byron Cano
- Ignacio Canuto
- Luis Capurro
- Rafael Capurro
- Luis Carcelen
- Nixon Carcelen
- Víctor Carcelen
- Cristian Carnero
- David Carrera
- Paul Carrera
- Carlos Castillo
- Rodrigo Castrillón
- Christian Castro
- Diego Ceballos
- Wellington Cedeño
- José Cevallos
- José Cevallos Jr.
- Victor Chala
- Israel Chango
- Hamilton Chasi
- José Chávez
- Walter Chávez
- Angel Cheme
- Héctor Chiriboga
- Gabriel Corozo
- Galo Corozo
- Luis Corrales
- Efrén de la Cruz
- Oswaldo de la Cruz
- Ulises de la Cruz
- Geovanny Cumbicus

## D
- Agustín Delgado
- Carlos Delgado
- Jorge Diaz
- Alexander Domínguez

## E
- Eduardo Echeverría
- Luis Escalada
- Alexandar Escobar
- Ricardo Espala
- Carlos Espínola
- Alejandro Espinosa
- Giovanny Espinoza
- Jacinto Espinoza
- Pedro Esterilla
- José Estrada
- Omar Estrada
- Victor Estupiñán

## F
- Carlos Feraud
- Virgilio Ferreira
- Gustavo Figueroa

## G
- Enrique Gámez
- Marlon Ganchozo
- Juan Carlos Garay
- Carlos Garcés
- Luis Garces
- Gabriel García
- Patricio García
- Harrinson Gómez
- Juan Gómez
- Luis Gómez
- Ezequiel González
- Héctor González
- Héctor González
- Luis González
- Carlos Gorosabel
- Claudio Graf
- Ariel Graziani
- Jorge Guagua
- Juan Guamán
- Walter Guerrero
- Joffre Guerrón
- Juan Guerrón
- Washington Guevara
- José Gutíerrez

## H
- Daniel Herrera
- Diego Herrera
- Fernando Hidalgo
- Camilo Hurtado
- Cristhian Hurtado
- Diego Hurtado
- Eduardo Hurtado
- Koob Hurtado
- Patricio Hurtado

## I
- Lenin Ibujes
- Walter Iza

## J
- Juan Jacome
- Rolando Jácome
- John Jaramillo
- Carlos Juárez

## K
- Iván Kaviedes

## L
- Christian Lara
- Jefferson Lara
- Pedro Larrea
- Ángel Ledesma
- Henry León
- Carlos Luna
- Ezequiel Luna
- Luis Luna

## M
- Raúl Macías
- Tyrone Macías
- Victor Macías
- José Madrid
- Ezequiel Maggiolo
- Damián Manso
- Ronney Mantilla
- Pietro Marsetti
- Nelson Martínez
- Edison Méndez
- Enrique Mendoza
- Manuel Mendoza
- Kevin Mercado
- Isaac Mina
- Leorvelis Mina
- Jhonatan Monar
- Johao Montaño
- Rubén Montaño
- David Montoya
- Cristian Mora
- Héctor Morales
- Richard Morales
- Eduardo Morante
- Argenis Moreira
- José Moreno
- Marco Mosquera
- Pedro Muñoz
- Elkin Murillo

## N
- Ariel Nahuelpan
- Reinaldo Navia
- Marco Nazareno
- Willian Nazareno

## O
- Alfonso Obregón
- Yeison Ordoñez
- Luis Ortiz

## P
- José Pabón
- Óscar Pacheco
- Pietro Páez
- Ricardo Pagés
- Pablo Palacios
- Roberto Palacios
- Diego Paredes
- Diego Parra
- David Patiño
- Gerardo Pelusso
- Marwin Pita
- João Plata
- Enrique Portilla
- Luis Pretti
- José Puente
- Federico Puppo
- Angel Pután

## Q
- Simón Quiñónez
- Diego Quintanilla
- David Quiroz

## R
- Carlos Raffo
- Erwin Ramírez
- Neicer Reasco
- Washington Reyes
- Alfredo Víctor Riggio
- Ignacio Risso
- Francisco Rojas
- Sandro Rojas
- Juan Romero
- Pedro Romo
- Romualdo Ronquillo
- Bolivar Ruiz

## S
- Franklin Salas
- Juan Salgueiro
- Daniel Samaniego
- Freddy Samaniego
- Lenin Samaniego
- José Santana
- Luis Santana
- Luis Saritama
- André Skiadas
- Christian Suárez
- John Subia

## T
- Gustavo Tapia
- Jorge Tapia
- Carlos Tenorio
- Edwin Tenorio
- José Tenorio
- Ramiro Tobar
- Jonathan Troya

## U
- Ramon Unamuno
- Manuel Uquillas
- Patricio Urrutia

## V
- Danny Vaca
- Edder Vaca
- José Valencia
- Tito Valencia
- Ángel Vargas
- Jorge Vargas
- Luis Velasco
- Hugo Vélez
- Danny Vera
- Enrique Vera
- Carlos Villagra
- Jonathan Villalba
- Fernando Villena
- Daniel Viteri
- Pablo Vitti
- José Vizcaíno
- José Vizcarra

## Y
- Carlos Yaqué

## Z
- Eduardo Zambrano
- Henry Zambrano
- Hjalmar Zambrano
- Mario Zambrano
- Edmundo Zura